# Rhodiola gelida
Rhodiola gelida là một loài thực vật có hoa trong họ Crassulaceae. Loài này được Schrenk miêu tả khoa học đầu tiên năm 1841.